# Guntis Ulmanis
Guntis Ulmanis, född 13 september 1939 i Riga, är en lettisk politiker. Han var Lettlands president 1993–1999.
Guntis Ulmanis är Kārlis Ulmanis brorsons son.